# Azorrubina
Azorrubina, carmoisina, Vermelho para Alimentos 3, Azorrubina S, Carmoisina Brilhante O, Vermelho Ácido 14 ou C.I. 14720 é um corante sintético alimentar do grupo dos corantes azo. É usualmente comercializado como um sal dissódico. Apresenta-se normalmente como um pó vermelho a marrom. É utilizado para os fins em que o alimento é tratado termicamente após a fermentação. É classificado com o número E E122. 